# Kyneria anticlina
Kyneria anticlina är en fjärilsart som beskrevs av Edward Meyrick. Kyneria anticlina ingår i släktet Kyneria och familjen nattflyn. Inga underarter finns listade i Catalogue of Life.